# Not Steady
Not Steady è un singolo della cantante cileno-statunitense Paloma Mami, pubblicato il 21 settembre 2018 su etichetta discografica Sony Music Latin.

## Tracce
1. Not Steady – 3:10